# Mía Cueva Lobato
Mía Cueva Lobato (21 de enero de 2011) es una deportista mexicana que compite en saltos de trampolín. Es hermana gemela de la también saltadora Lía Cueva Lobato.
Ganó una medalla de bronce en el Campeonato Mundial de Natación de 2025, en la prueba de trampolín 3 m sincro.

## Palmarés internacional
| Campeonato Mundial | Campeonato Mundial  | Campeonato Mundial | Campeonato Mundial   |
| Año                | Lugar               | Medalla            | Prueba               |
| ------------------ | ------------------- | ------------------ | -------------------- |
| 2025               | Singapur (Singapur) | Medalla de bronce  | Trampolín 3 m sincro |